# Козоноги
Козоноги — упразднённая в 1964 году деревня на территории Очёрского городского округа Пермского края России.
Ныне урочище.

## Название
В 1795 году — починок Косоногов, по фамилии Тимофея Косоногова.
По сведениям 1859—1873 годов — починок Козоногов.

## География
Урочище находится в юго-западной части края, в пределах денудационной Предуральской равнины, при реке Соснова (в XIX веке рч. Сосновка).

### Климат
Климат характеризуется как континентальный, с морозной продолжительной зимой и коротким тёплым летом. Средняя многолетняя температура самого холодного месяца (января) составляет −15,5 °С (абсолютный минимум — −38 °С), температура самого тёплого (июля) — 17,5 °С (абсолютный максимум — 37 °С). Продолжительность безморозного периода — 115 дней. Среднегодовое количество осадков — 441 мм.

## История
Известна с 1795 года как починок Косоногов, где проживали сыновья Тимофея Косоногова.
Список населённых мест Пермской губернии 1909 года описывает д. Козоноги, на р. Кузнецовой, распл., входившая в: Пермская губерния, Оханский уезд, Кленовская волость.
Список населённых пунктов Уральской области 1928 года показывает, что
д. Козоноги входила в: Уральская область, Пермский округ, Очерский район, Наберухинский сельсовет
Снята с учёта 7 декабря 1964 года.

## Население
Проживали русские — православные и старообрядцы
По сведениям 1859—1873 годов при 14 дворах проживали 90 человек, из них 42 мужчины, 48 женщин.
К 1909 году в 27 дворах 170 человек, из них 80 мужчин, 90 женщин.
К 1928 году в 35 дворах проживали 141 человека, из них 63 мужчины, 78 женщин.